# Gypona versuta
Gypona versuta är en insektsart som beskrevs av Spångberg 1881. Gypona versuta ingår i släktet Gypona och familjen dvärgstritar. Inga underarter finns listade i Catalogue of Life.